# Hora vall
Per a una determinada activitat, l'hora vall, antònim d'hora punta, es refereix a les hores en les quals regularment es produeix un menor consum o ús. Es denominen així perquè el consum o ús representat en una gràfica sol presentar pics (en hora punta) i valls (en hora vall) que es repeteixen de manera regular.

## Electricitat
En terminologia elèctrica, es considera el període diari de menor consum energètic en un sistema elèctric. En el sistema general de distribució elèctrica coincideix amb les hores de matinada, ja que es redueix l'activitat que demana energia elèctrica.
Durant el període d'hores vall es poden articular mesures d'emmagatzematge energètic en xarxa per aprofitar l'energia elèctrica sobrant o que pel seu preu, compensa la pèrdua de rendiment de l'acumulació energètica.
A Espanya, durant les hores vall, el preu de l'energia elèctrica es redueix a nivell majorista, ja que en baixar la demanda només entren en subhasta ( Pool ) les millors ofertes. El preu en règim general per al conjunt de les ofertes és el major acceptat pel període estimat, normalment una hora. El consumidor final pot contractar tarifes diferenciades dia/nit, tarifa nocturna.

## Explotació ferroviària
Segons l'explotador, s'anomena hora vall a tot el període que no és hora punta ni hora normal. S'estableixen tres tipus de períodes: hora punta, hora normal i hora vall.
El disseny de les infraestructures ferroviàries ha de ser capaç d'admetre la demanda en hora punta però també dissenyat per a oferir un bon servei en hores vall, quan el menor nombre de viatgers no permet mantenir les mateixes freqüències.
En la seva infraestructura ADIF utilitza hora punta, hora normal i hora vall. L'hora vall és entre les 0:00 i les 6:59.